# Samuel Osgood
Samuel Osgood (North Andover, 3 de febrero de 1747-Nueva York, 12 de agosto de 1813) fue un comerciante y político estadounidense. Sirvió en las legislaturas de Massachusetts y del estado de Nueva York, representó a Massachusetts en el Congreso Continental y fue el cuarto Director General del Servicio Postal de los Estados Unidos (el primero bajo la Constitución actual), durante el primer mandato de George Washington.

## Biografía

### Primeros años
Descendiente de colonos ingleses, nació en North Andover (Massachusetts). Asistió a la Academia Dummer (actual The Governor's Academy), y luego a Harvard College, donde estudió teología y se graduó en 1770. Posteriormente, regresó a Andover para realizar una carrera mercantil. Se unió a la milicia local, fue elegido para representar a la ciudad en la asamblea colonial, y en 1775 en el congreso provincial que funcionó como un gobierno revolucionario.

### Carrera
En la Guerra de Independencia de los Estados Unidos, lideró una compañía local de milicias en las batallas de Lexington y Concord en abril de 1775.
El Congreso Provincial lo nombró en la Junta de Guerra de Massachusetts, sirviendo allí hasta 1780, cuando se reorganizó el gobierno. Fue delegado a la convención constitucional del estado en 1779-1780. Bajo la nueva constitución, fue elegido para el Senado del Estado de Massachusetts en 1780, ocupando una banca por dos términos. En 1782, el gobierno estatal lo nombró como uno de sus delegados al Congreso Continental, sirviendo hasta 1784.
Después de un breve mandato en la Cámara de Representantes de Massachusetts en 1784, el Congreso Nacional lo nombró comisionado del Tesoro en 1785. Se mudó a la ciudad de Nueva York para ocupar el cargo, que mantuvo hasta que finalizó el gobierno del Congreso.
Cuando se instaló un nuevo gobierno de Estados Unidos en 1789, el presidente George Washington lo designó como el primer Director General del Servicio Postal bajo la nueva Constitución de los Estados Unidos, en reemplazo de Ebenezer Hazard, quien fue comisionado como jefe de correos de la ciudad de Nueva York por el Congreso Continental. Osgood ocupó el cargo desde 1789 hasta 1791. Una de las primeras cosas que haría sería transformar la oficina de correos en Baltimore en la nueva sede regional.
La sede del gobierno federal en ese momento estaba en la ciudad de Nueva York y la residencia oficial del presidente estaba ubicada en la Casa de Samuel Osgood en 3 Cherry Street, que era el hogar de Osgood y su familia. Ofreció la mansión a Washington para que el presidente y su esposa tuvieran lo que se consideraba la «mejor casa de la ciudad» como su hogar. La residencia se convirtió así en la primera mansión ejecutiva de Estados Unidos.
Posteriormente fue miembro de la Asamblea Estatal de Nueva York entre 1800 y 1803. Ese mismo año, fue designado por el presidente Thomas Jefferson como oficial naval del Puerto de Nueva York, cargo que ocupó hasta su fallecimiento en 1813. Durante el último año de su vida fue también presidente del City Bank de Nueva York.

## Homenajes
En su lugar de nacimiento en North Andover (Massachusetts), se encuentra en una calle que lleva su nombre por su familia y figura en el Registro Nacional de Lugares Históricos, al igual que su residencia en Nueva York. Un retrato suyo fue colocado en la sala presidencial del Capitolio de los Estados Unidos desde la presidencia de Abraham Lincoln.